# Cosciniopsis
Cosciniopsis is een mosdiertjesgeslacht uit de familie van de Gigantoporidae en de orde Cheilostomatida. De wetenschappelijke naam ervan is in 1927 voor het eerst geldig gepubliceerd door Ferdinand Canu en Ray Smith Bassler.

## Soorten
- Cosciniopsis australis (Waters, 1889)
- Cosciniopsis caerulea (Canu & Bassler, 1929)
- Cosciniopsis castanea Cook, 1985
- Cosciniopsis coelatus Canu & Bassler, 1927
- Cosciniopsis crassilabris (Hincks, 1883)
- Cosciniopsis declivis Harmer, 1957
- Cosciniopsis globosa Harmer, 1957
- Cosciniopsis lonchaea (Busk, 1884)
- Cosciniopsis onucha (Kirkpatrick, 1890)
- Cosciniopsis vallata (Uttley & Bullivant, 1972)
- Cosciniopsis violacea (Canu & Bassler, 1928)

Niet geaccepteerde soorten:
- Cosciniopsis ambita Hayward, 1974 → Hippopodina ambita (Hayward, 1974)
- Cosciniopsis fusca Canu & Bassler, 1927 → Cosciniopsis lonchaea (Busk, 1884)
- Cosciniopsis hongkongensis Liu & Li, 1987 → Hippoporina indica Pillai, 1978
- Cosciniopsis peristomata (Waters, 1899) → Saevitella peristomata (Waters, 1899)